# Karen Holmsen
Karen Holmsen en Hilda Holmsen waren twee zussen. Ze kwamen uit Noorwegen en waren beide actief met zingen in de klassieke muziek.

## Karen Holmsen
Karen Holmsen, Christiania 6 juni 1832 – aldaar 17 januari 1912, was een Noors operazangeres. Ze had een sopraanstem die opviel door het behoud van kracht in de hogere stemregisters. Ze staat te boek als een van de eerste internationale zangeressen van Noorse bodem.

### Achtergrond
Karen Antonette Johanne Holmsen werd geboren binnen het gezin met uiteindelijk veertien kinderen van magistraat Clemet Holmsen (1796-1862) en Nicoline Caroline Nilson. Een van haar broers was politiechef Paul Christian Eugen Holmsen (1841-1892) en een van haar zusteres Hilda Holmsen. In 1856 verhuisde de familie naar Eidsvoll. In 1880 trouwde ze na twee jaar te zijn verloofd met haar neef en landeigenaar Peter Ferdinand Fischer.

### Muziek
Karen Holmsen vertoonde al vroeg talent voor muziek. Ze kon daarom in de leer bij Halfdan Kjerulf. Ook hem viel de goede zangstem op, maar het begin van haar zangcarrière duurde nog even. Die kwam pas na het overlijden van haar moeder in 1854 op gang. Ze was in staat lessen te volgen bij Isak Berg in Stockholm, professor Carl Helsted in Kopenhagen en bij Wartel in Parijs. Door haar late start kreeg ze haar debuut pas op 31-jarige leeftijd. Wartel verhuisde naar Baden-Baden en Holmsen verhuisde mee. Daar maakte ze kennis met Pauline Viardot-García en kreeg ook lessen van haar.
Nadat ze de studie had afgerond zong ze in de meest uiteenlopende opera’s in beroemde operasteden als Weimar, Zürich, Keulen, Milaan, maar ook in Rotterdam. Ze zong in het Crystal Palace. Ze studeerde nog in Italië en trad daarna op in het Leipziger Gewandhaus. In 1876 was ze terug in Noorwegen en zong in een aantal operaproducties in het Christiania Theater: Donna Elvira in Don Giovanni. Overal kreeg ze goede kritieken, bijvoorbeeld voor haar rol in Richard Wagners Lohengrin: ze zong een duivelse Ortrud die desondanks goed bij stem bleef. Later begon haar stem tekenen van slijtage te vertonen. Voor liederen bleek ze minder in de wieg te zijn gelegd, maar opera-aria’s zorgden nog steeds voor goede kritieken. In de goede jaren was Asger Hamerik een grote fan van haar. Na haar huwelijk in 1880 met Peter Ferdinand Fischer trok ze zich geheel terug uit de zangwereld.
Aanvullend optreden:
- april 1876: optreden in het Christiania Theater in Les Huguenots van Giacomo Meyerbeer

## Hilda Holmsen
Gunhild Marie Holmsen, 5 januari 1843 - onbekend, was eveneens zangeres, maar meer een zanglerares.
Holmsen nam deel op 5 mei 1870 aan een concert voor het verkrijgen van een staatstoelage om te studeren. Andere musici waren onder andere Agathe Backer-Grøndahl, Otto Winter-Hjelm, Gudbrand Bøhn en Fredrik Ursin. In datzelfde jaar adverteerde ze, dat ze zanglessen gaf.
Enkele andere concerten:
- 8 april 1871: Ze zong met onder andere Olefine Moe in liederen uit de Messe solennelle van Gioacchino Rossini, algemene leiding had Winter-Hjelm met het orkest van het Christiania Theater
- 19 oktober 1872: Ze zong als solist samen met Nina Grieg Foran Sydens Kloster van Olaus Andreas Grøndahl.

Hilda Holmsen leefde in 1912 nog, ze zorgde voor de rouwadvertentie van Karen in Aftenposten van 17 januari 1912.